# Gjeravica
A Gjeravica hegycsúcs Albánia és Koszovó határán fekszik a Prokletije hegység területén. Legmagasabb pontja 2656 méteres tengerszint feletti magassággal rendelkezik. A hegy nyugati részei Albániához, míg keleti részei Nyugat-Koszovóhoz tartoznak. A csúcs a második legmagasabb hegycsúcs a Prokletije földrajzi régióban és a Dinári-hegység vonulatában. A hegycsúcs alkotta természetes határvonal jelenleg is viták tárgya Koszovó és Szerbia között, hiszen Szerbia nem ismeri el Koszovót önálló államként, ezért a szerb oldal szerint a hegycsúcs Szerbia és Albánia határát képezi. A hegyen számos még a jégkorszakokban kialakult tómeder fekszik, köztük a Đeravica-tó, mely az Erenik-folyó forrása.

## Jelentősége
1992 és 2006 között Szerbia és Montenegró legmagasabb csúcsa volt, míg 2008 óta ez a több állam által elismert Koszovó legmagasabb pontja, illetve ez Albánia harmadik legmagasabb csúcsa.

## Földrajza

### Környékbeli települések
- Dečani
- Junik
- Peć
- Belaje
- Krši i Ćenit
- Krši i Zi
- Veliko Jezero
- Crveno Jezero

### Közeli hegycsúcsok
- Kumulore
- Tropojske Pločice
- Guri i Gjate
- Maja e Ram Arućit
- Ljogi i Prelš

### Sziklák
- Biga Tamas
- Krši i Ćenit
- Kumulore
- Krši i Zi
- Guri i Mal
- Gurt e Ljove
- Brehov
- Minarja

### Közeli források
- Kroni Tedel
- Kroni Gusija
- Kroni i Lizit
- Kroni i Nuses
- Gura e Hasanags
- Kroni i Metes
- Gura e Mir
- Kroni i Rasave
- Kroni i Smajlit
- Gura i Ćuršis
- Gura Hođs
- Kroni i Mir

## Galéria

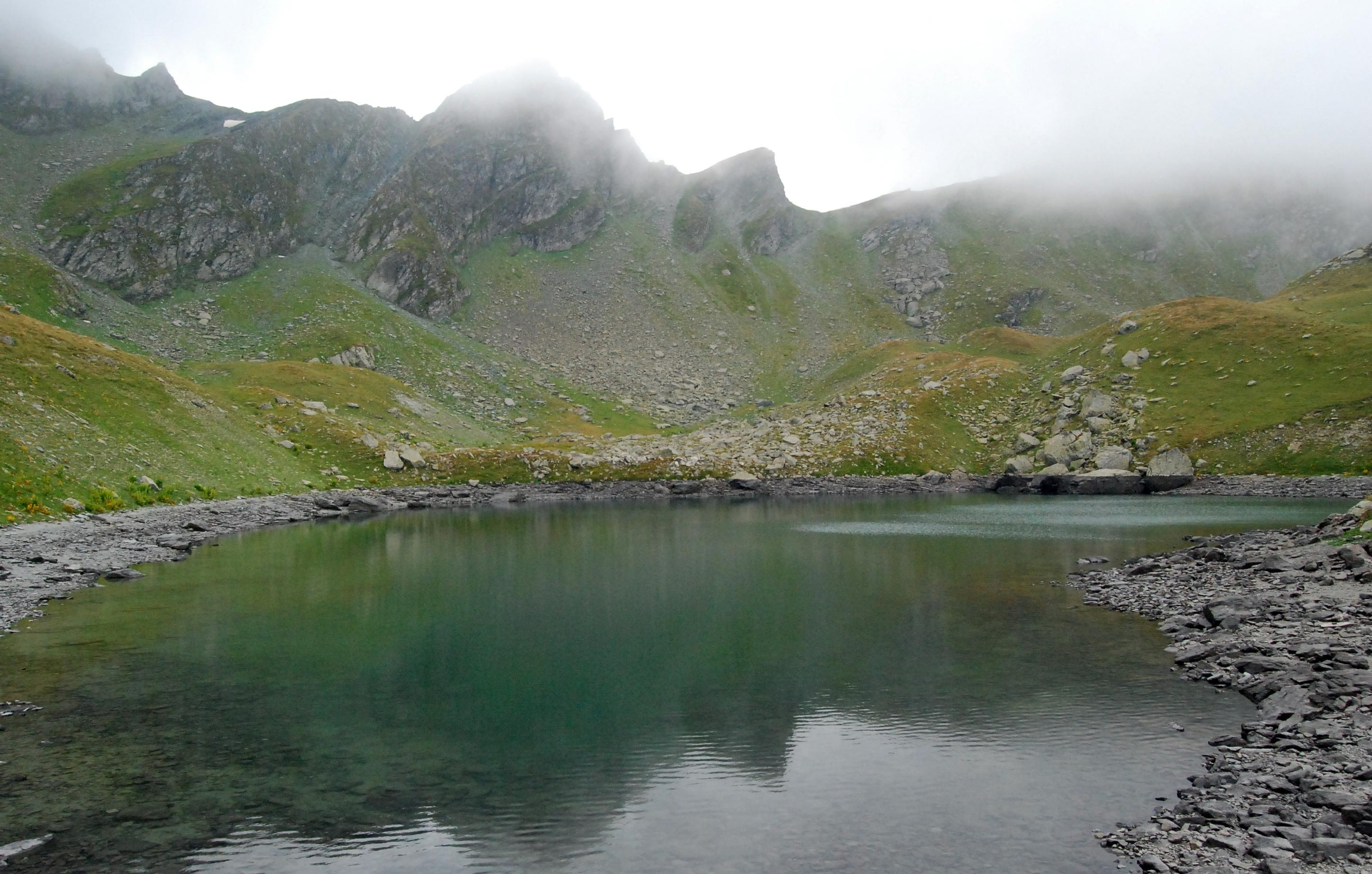
A Gjeravica-tó a csúcs közelében
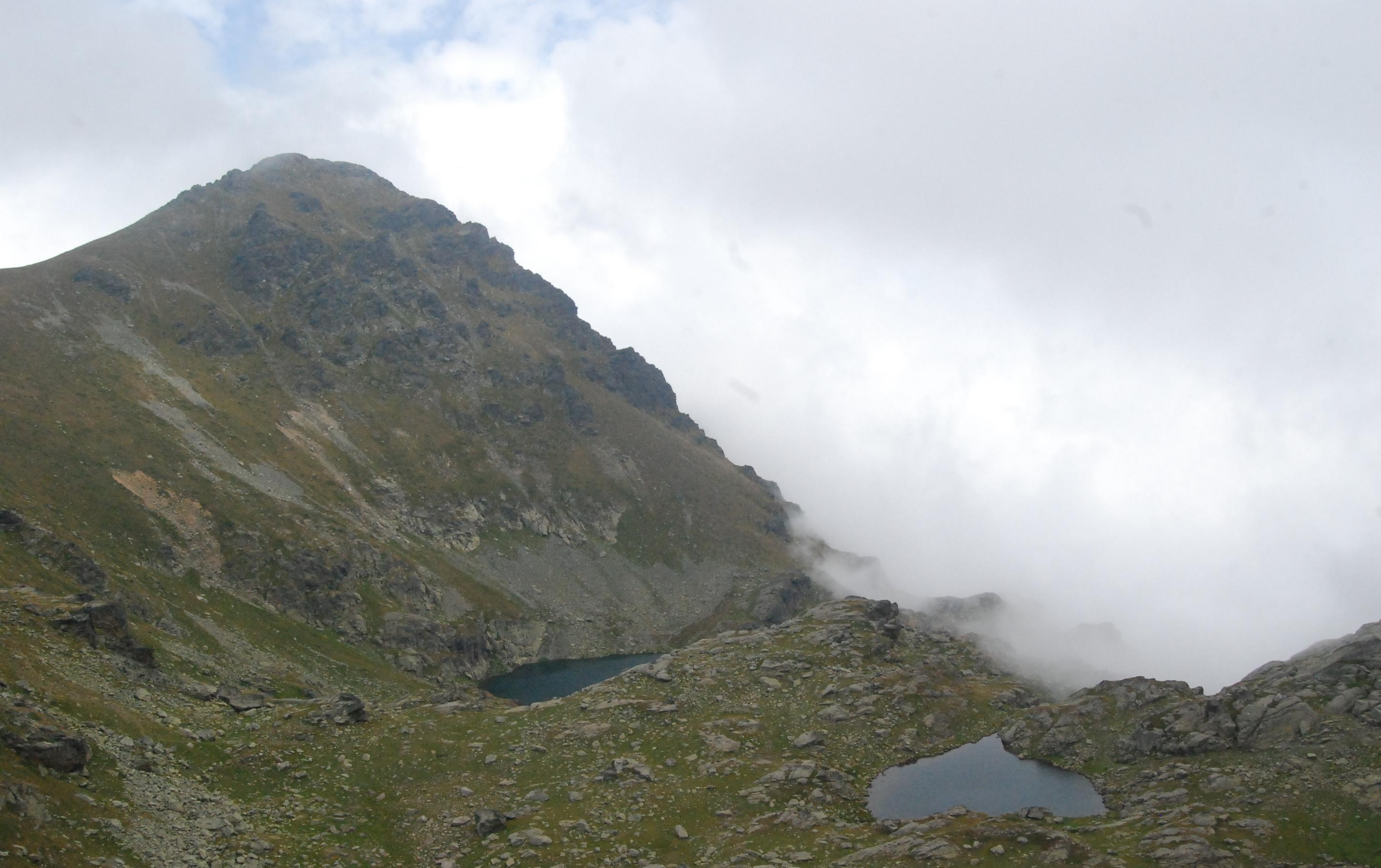
Gleccsertavak a Gjeravica csúcsnál.
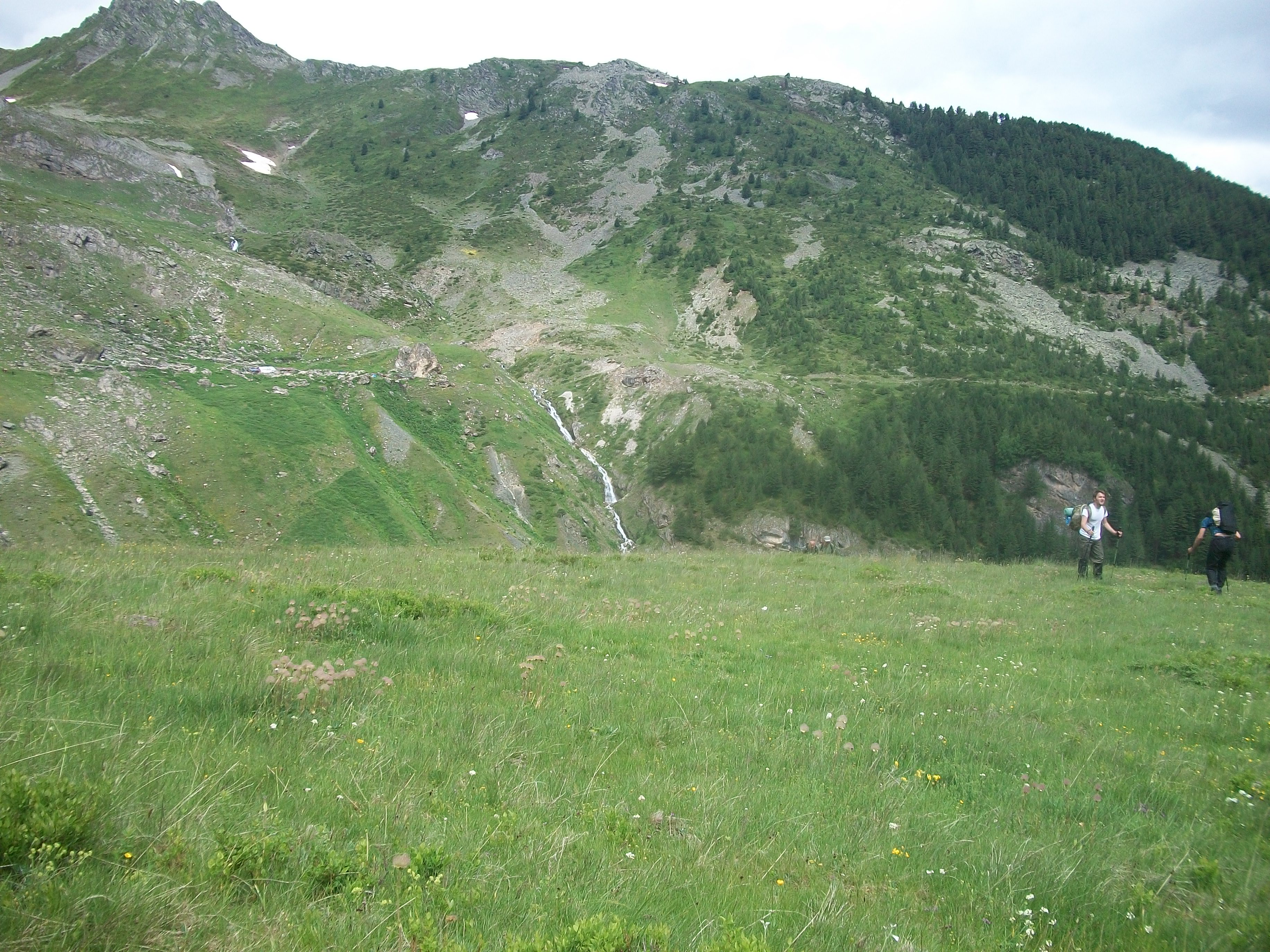
A Gjeravica látképe
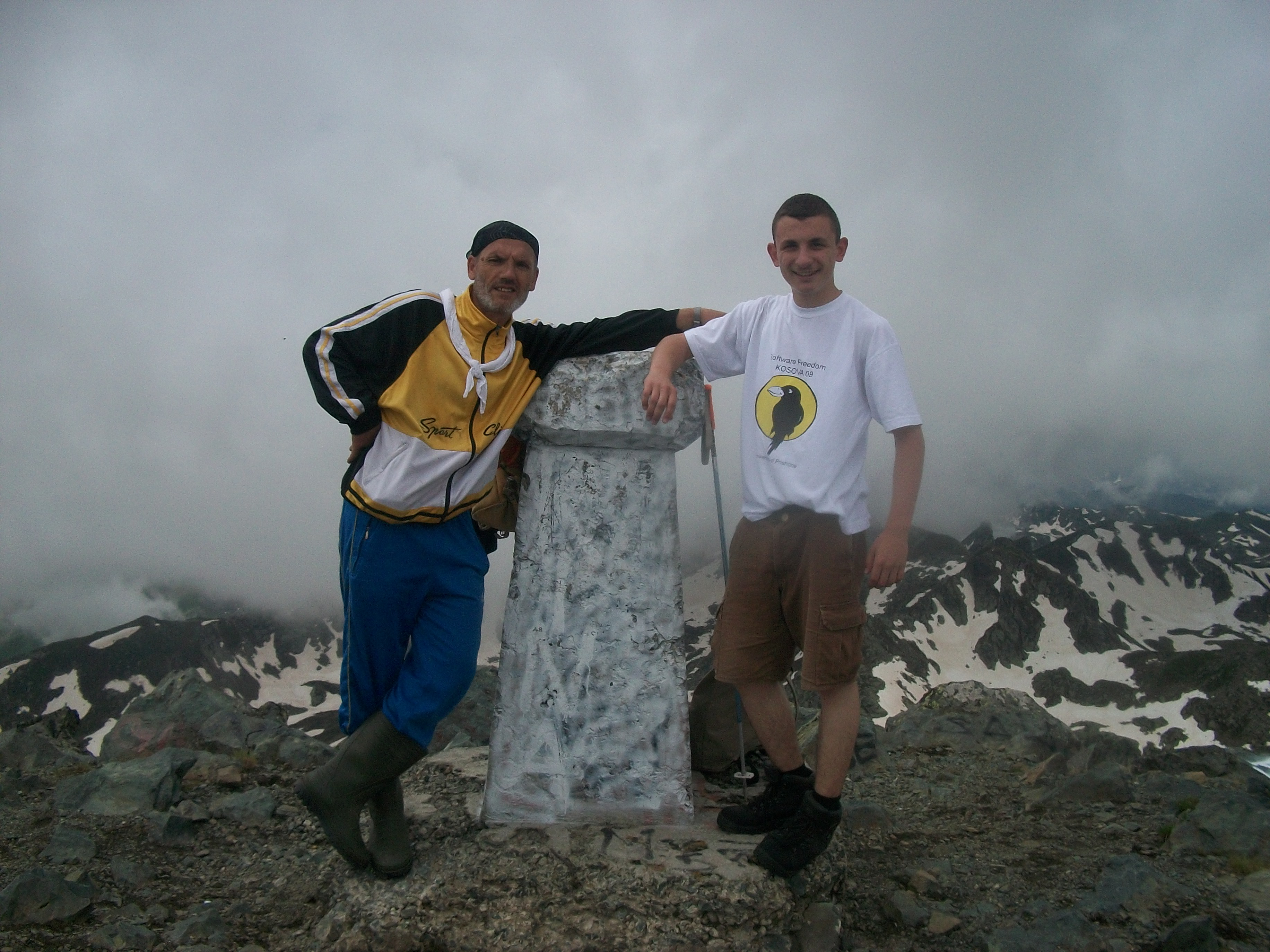
Túrázók a Đeravicán
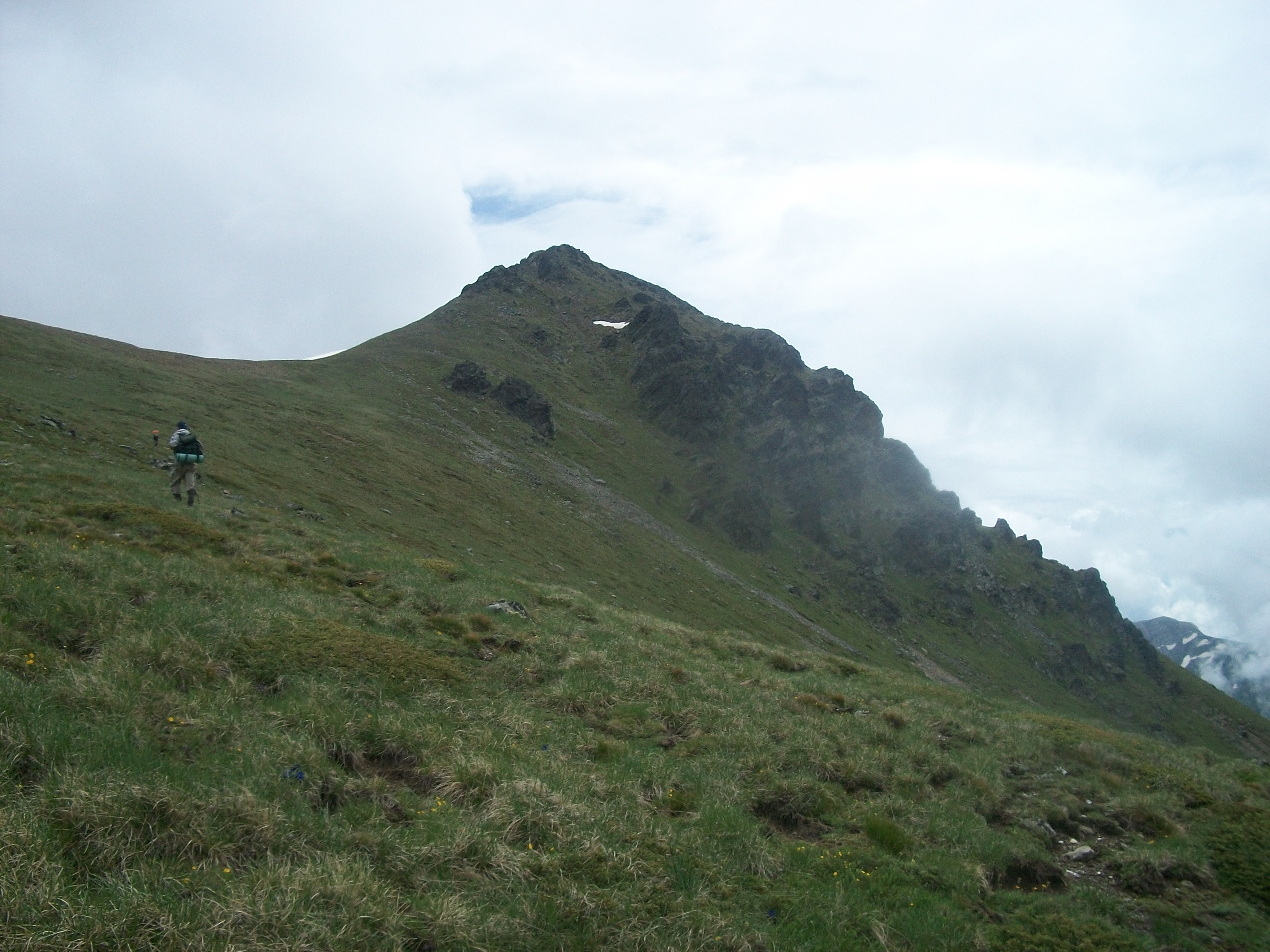
A Gjeravica fontos túrázóhely.
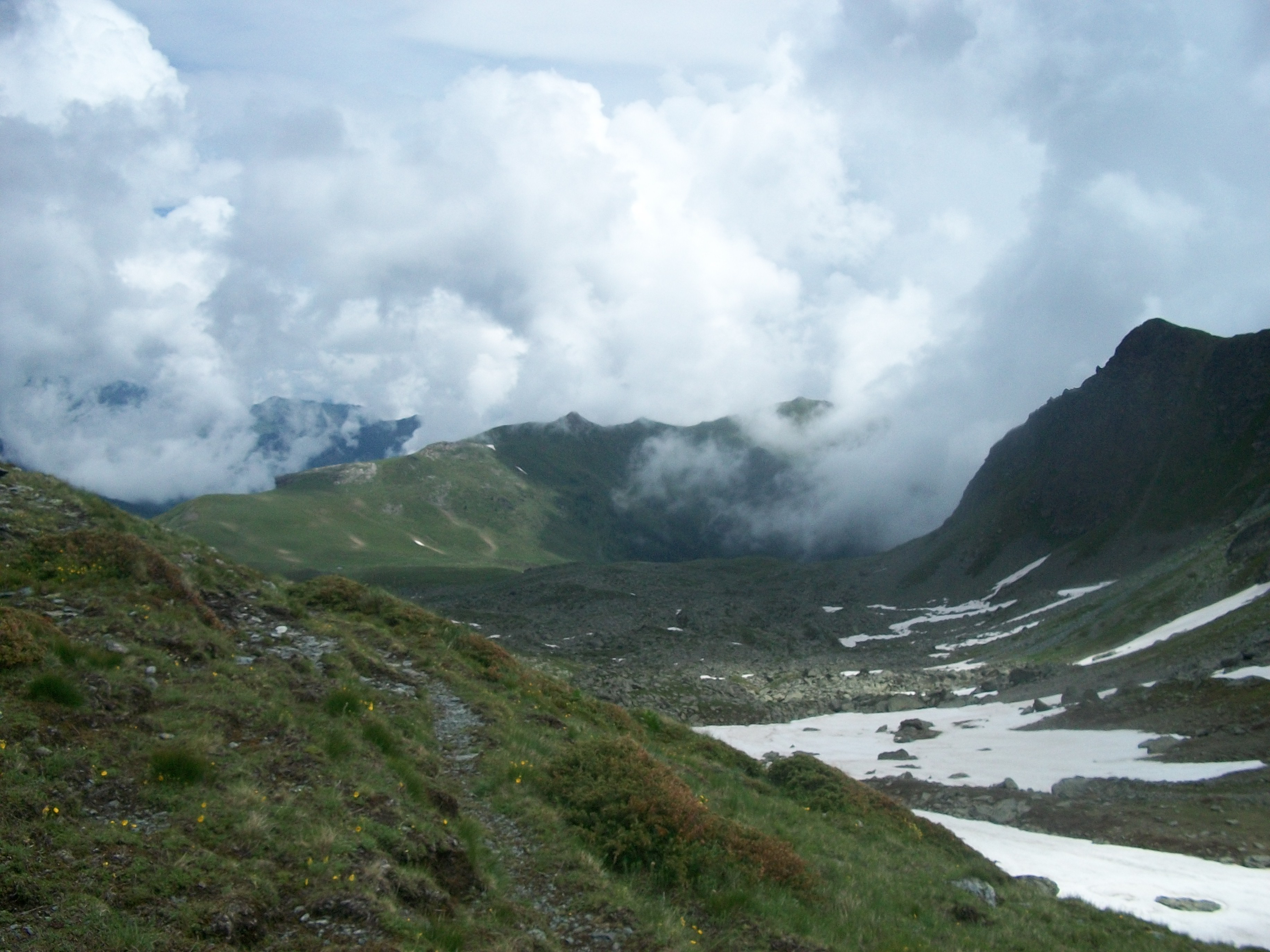
A Gjeravica képe
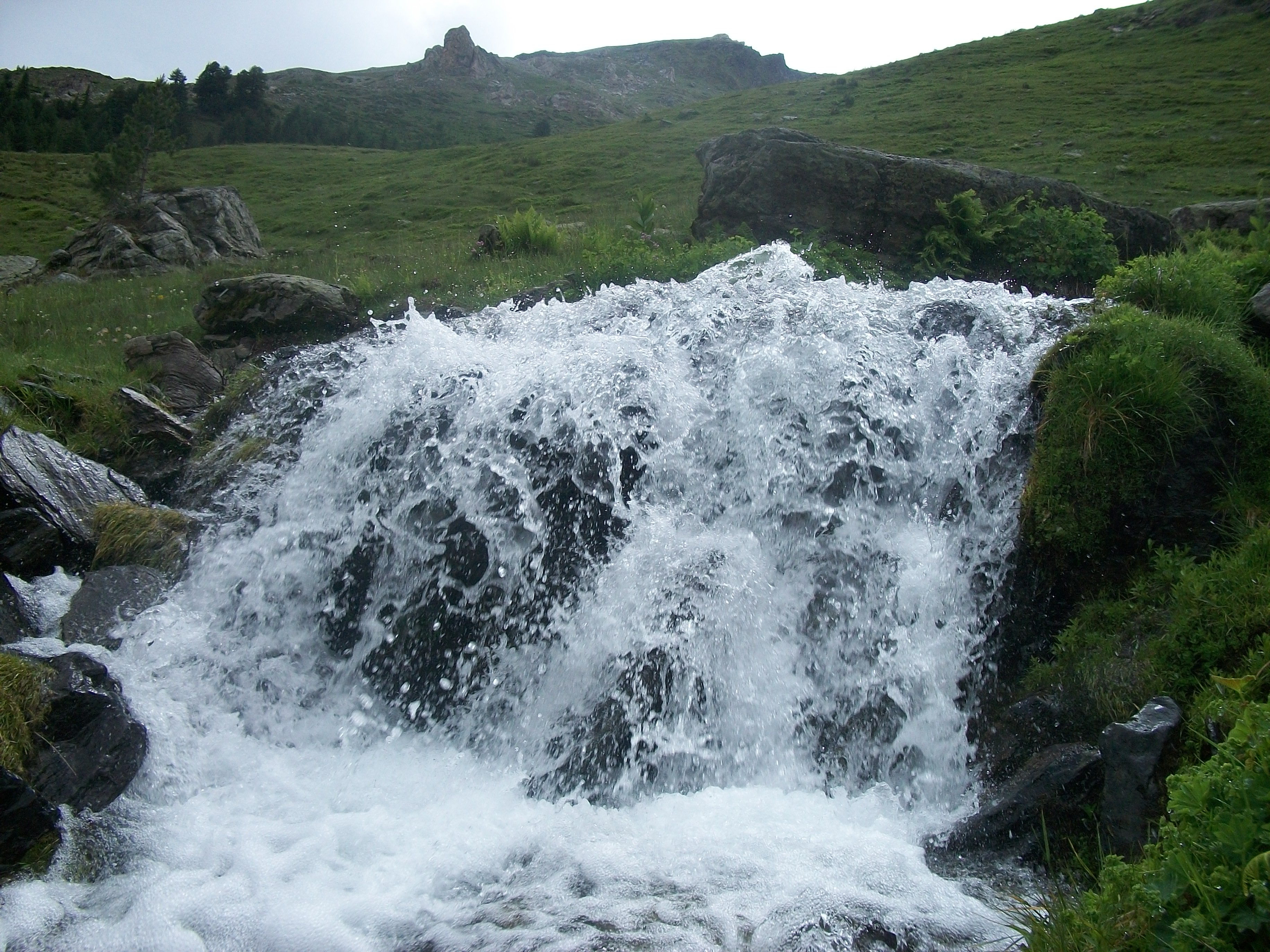
Az Erenik folyó a Gjeravica-csúcson lévő forrása közelében

## Fordítás
- Ez a szócikk részben vagy egészben  a(z)   Đeravica című angol Wikipédia-szócikk ezen változatának fordításán alapul.  Az eredeti cikk szerkesztőit annak laptörténete sorolja fel. Ez a jelzés csupán a megfogalmazás eredetét és a szerzői jogokat jelzi, nem szolgál a cikkben szereplő információk forrásmegjelöléseként.